# Kim Kyoung-eun
Kim Kyoung-eun (koreanisch 김경은; * 8. August 1998 in Seoul) ist eine ehemalige südkoreanische Freestyle-Skierin. Sie startete in der Disziplin Aerials (Springen).
Kim nahm im Juli 2016 erstmals an einen FIS-Rennen teil und absolvierte im Februar 2017 in Pyeongchang ihren einzigen Weltcup, welchen sie auf dem 20. Platz beendete. Bei den Weltmeisterschaften 2017 in der Sierra Nevada kam sie auf den 22. Platz. Letztmals international startete sie im Februar 2018 bei den Olympischen Winterspielen in Pyeongchang. Dort belegte sie den 25. Platz.